# Emili Sala i Cortés
Emili Sala i Cortés   (Barcelona, 22 de febrer de 1841 - la Garriga, 7 de juny de 1920) va ser un arquitecte català.

## Biografia
Es va titular en arquitectura el 27 de novembre de 1876, formant part de la primera promoció de l'Escola Superior d'Arquitectes de Barcelona, de la que després també en fou professor, juntament amb arquitectes de la talla d'Antoni Gaudí, qui el va contractar ocasionalment com a delineant.
A Barcelona, va ser l'arquitecte de l'edifici d'estil eclèctic (1875-1877) que Gaudí va transformar en la Casa Batlló, per encàrrec de Josep Batlló i Casanovas, així com també de la reconstrucció del campanar de l'Església de la Concepció (1879), la Casa Elizalde (1885), la Casa Emília Carles (1898) o les Cases Joan Viladot (1917).
A Castellar del Vallès, destaca la direcció de les obres de l'església de Sant Esteve (1885-1892), conjuntament amb Joan Martorell i Montells, el Palau Tolrà (1890), les Escoles Pies (1897), els safareigs públics i l'Ajuntament de Castellar (actual arxiu municipal) (1901). A Rubí, les Escoles Ribas a (1912-1915), i a la Garriga, el panteó de la família Fargas al cementiri de la Doma, així com altres cases senyorials.

## Galeria d'imatges

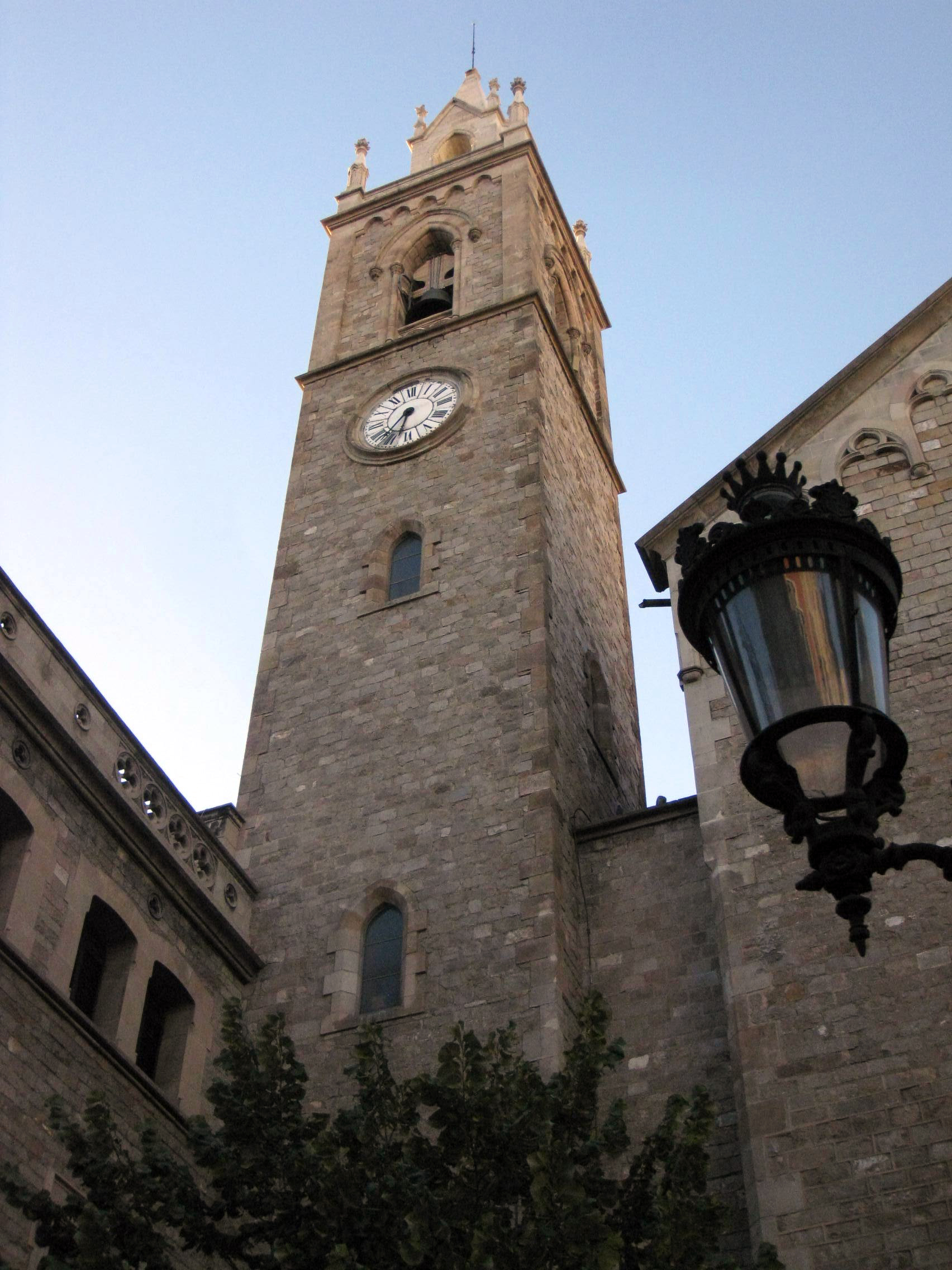
Campanar de l'Església de la Concepció, a Barcelona
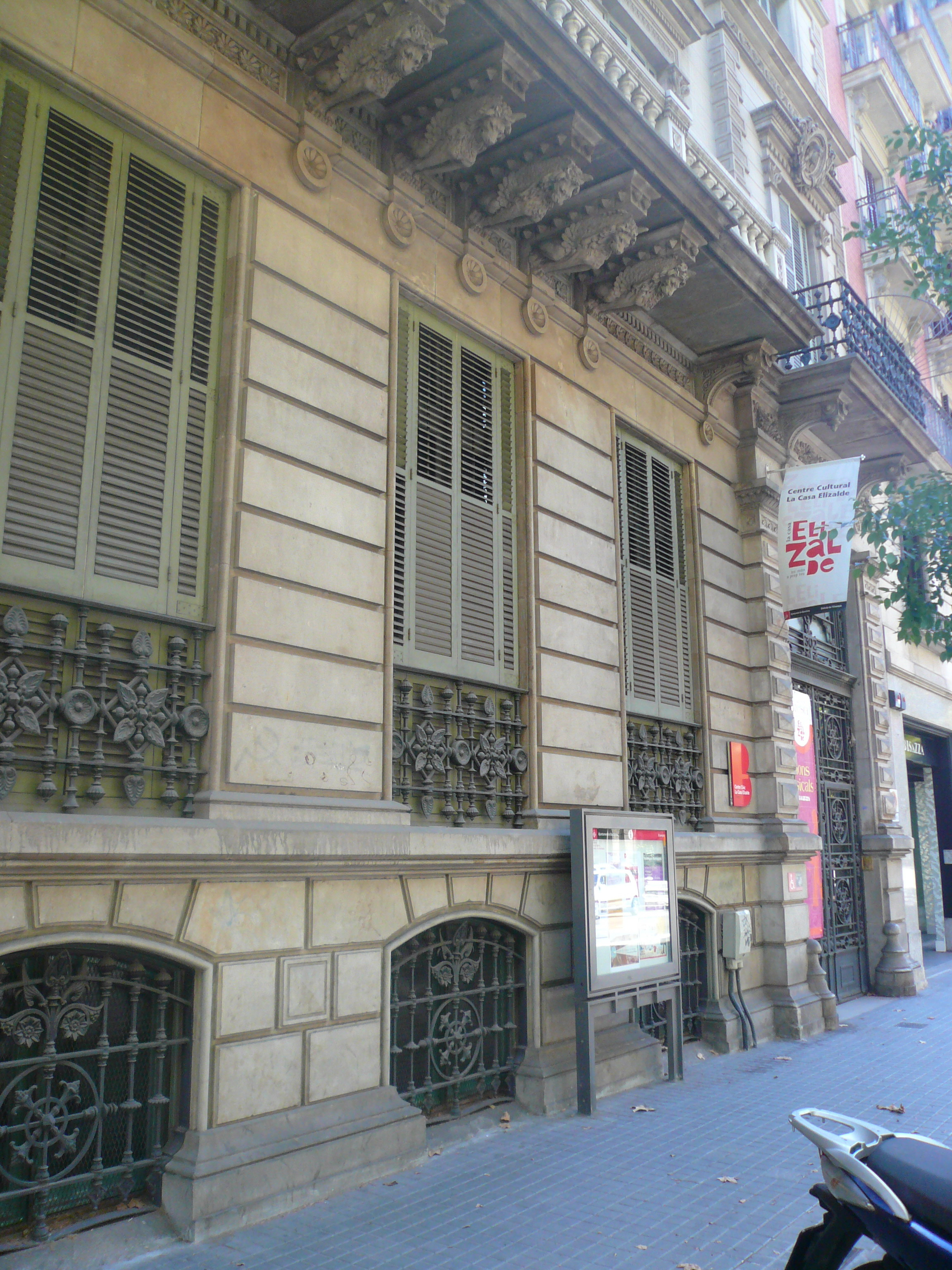
Casa Elizalde, a Barcelona
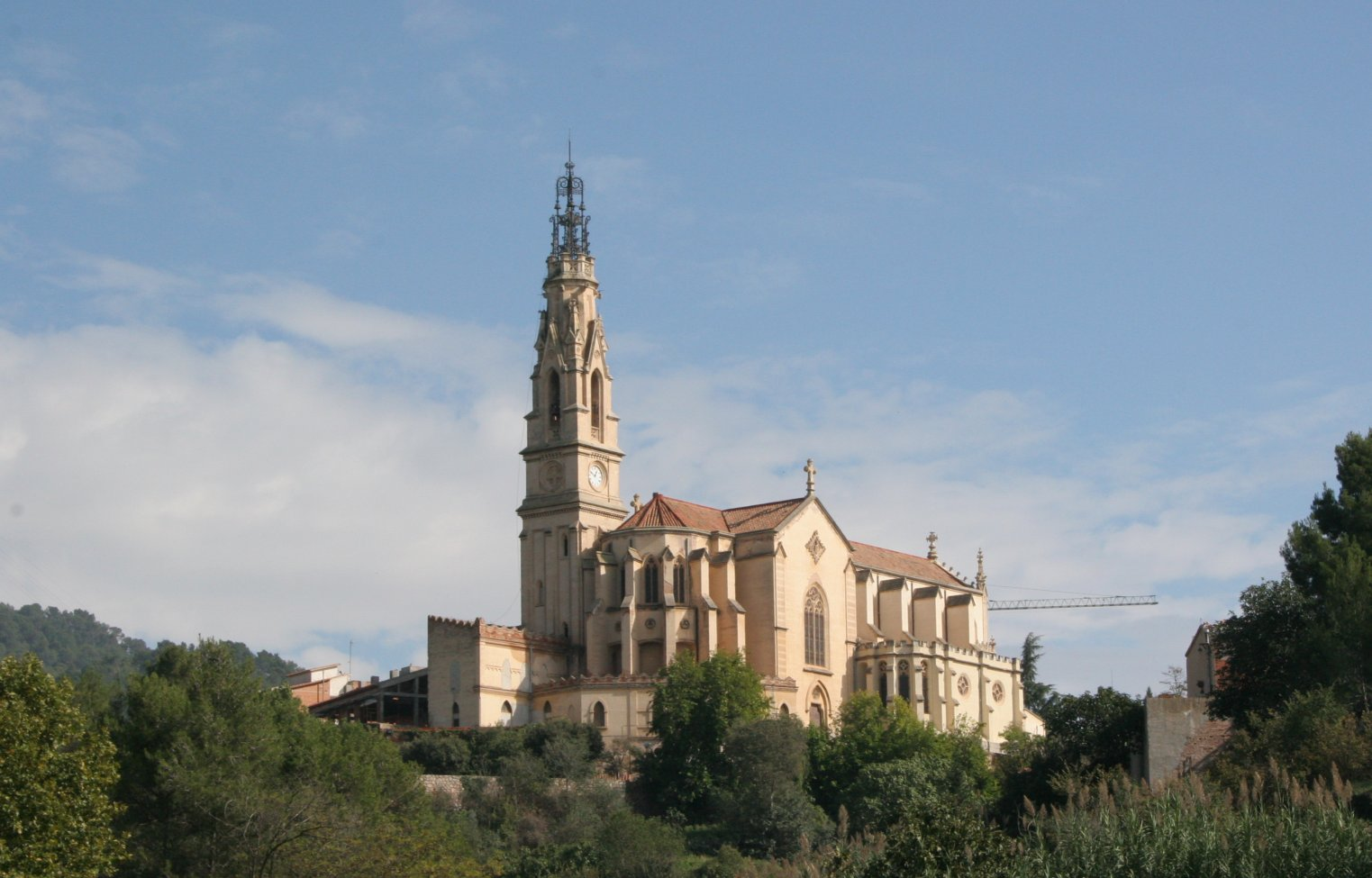
Església de Sant Esteve, a Castellar del Vallès
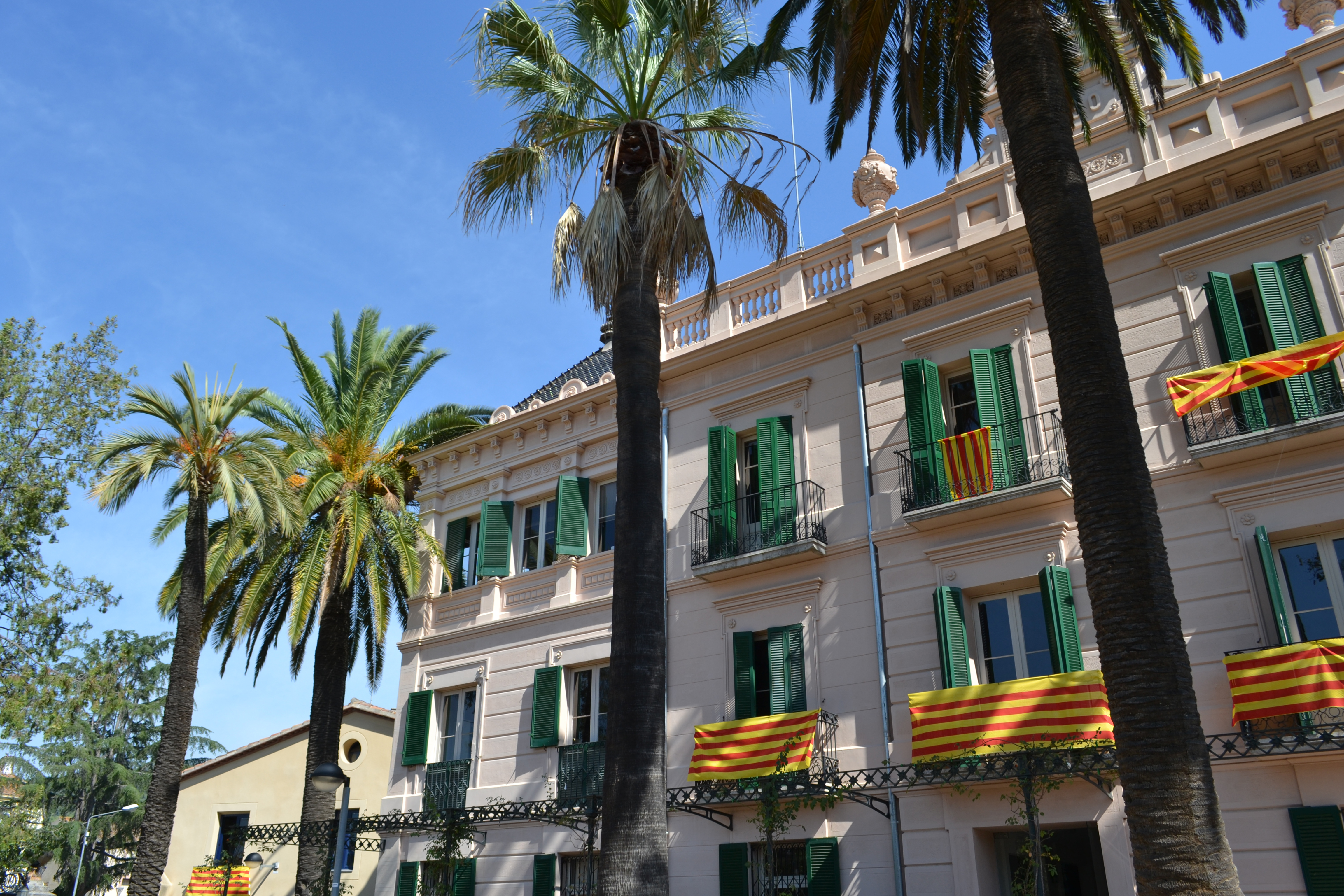
Palau Tolrà, a Castellar del Vallès
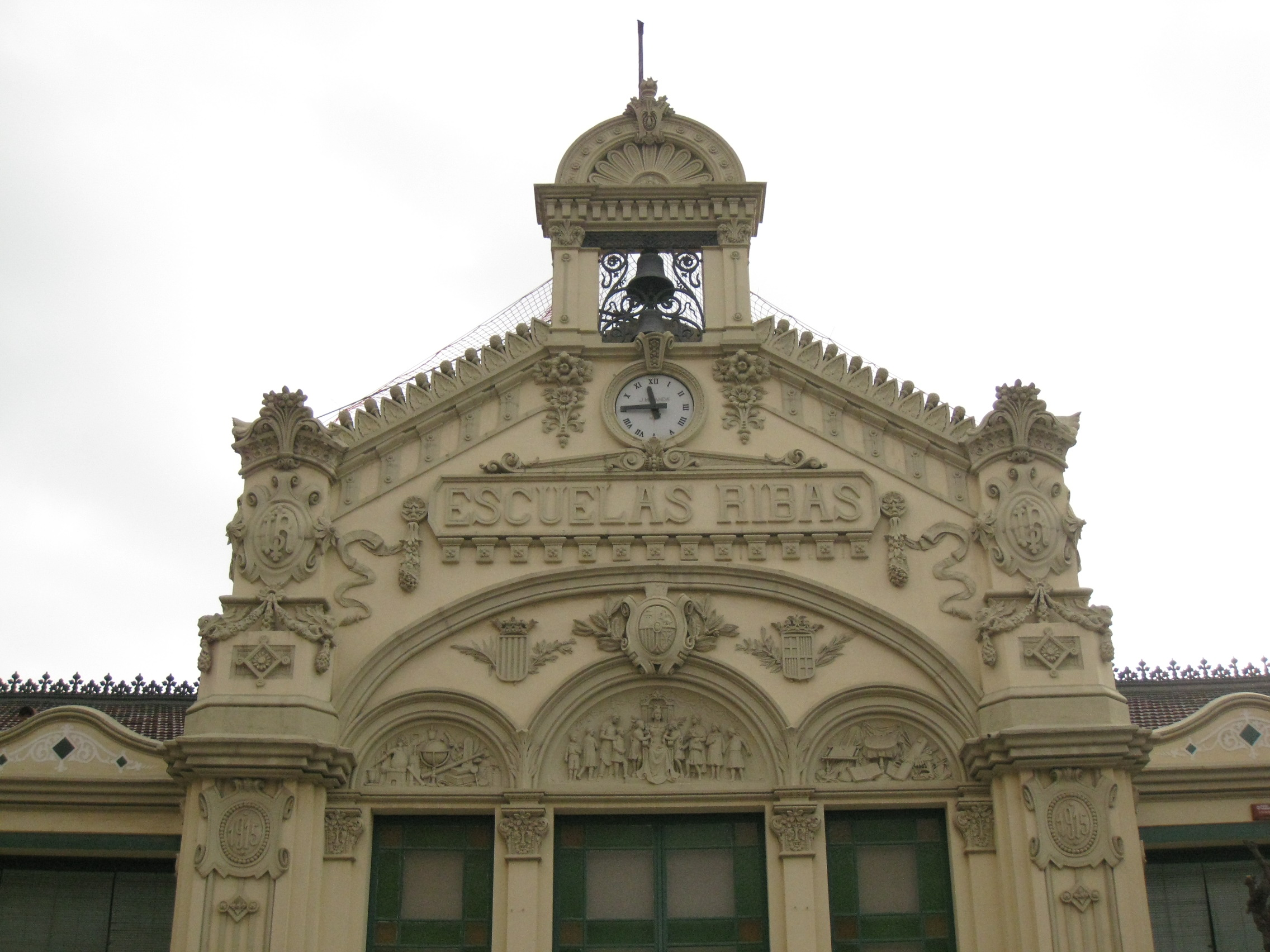
Escoles Ribas, a Rubí
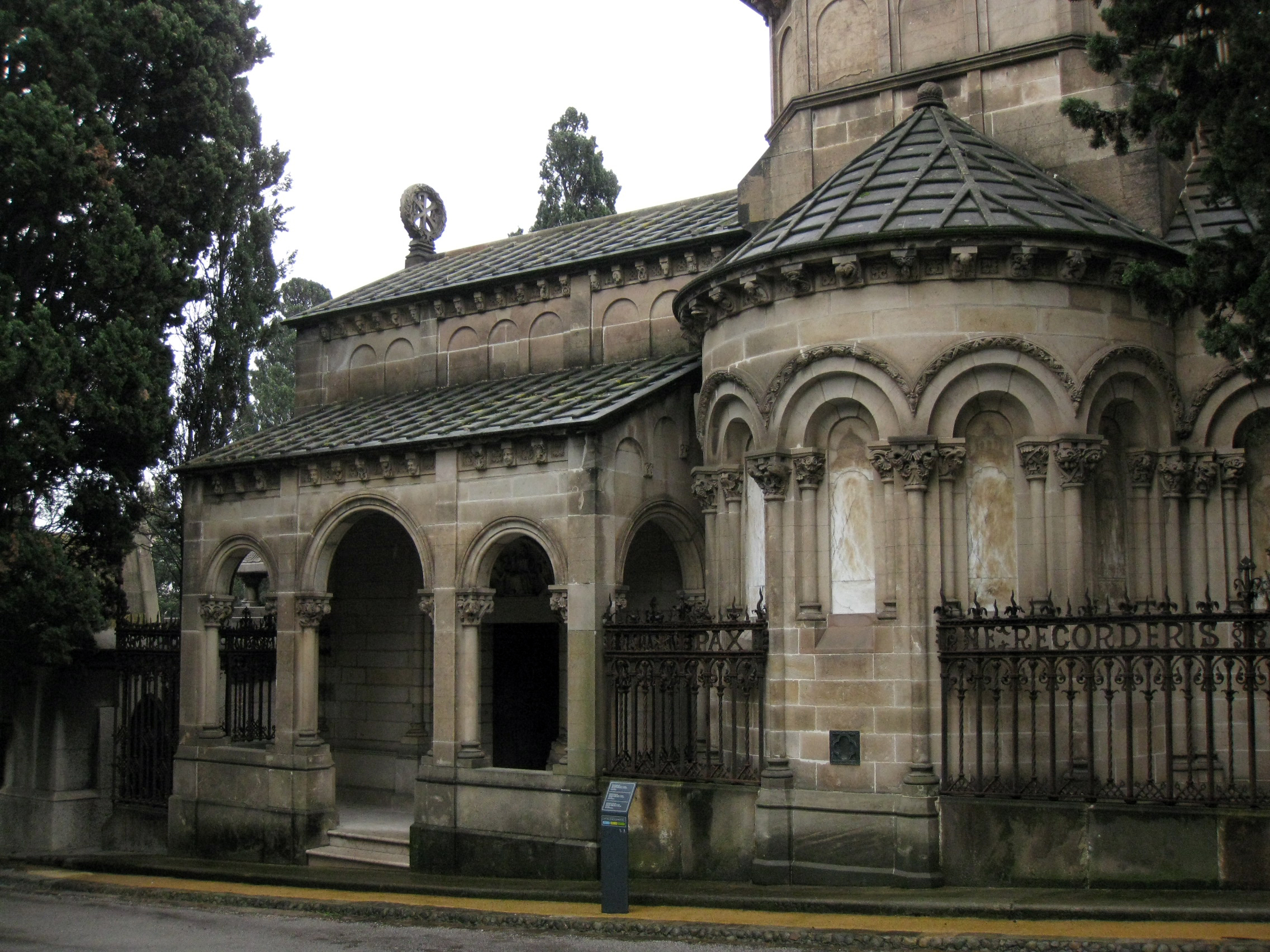
Panteó de la família Amatller, al Cementiri de Montjuïc
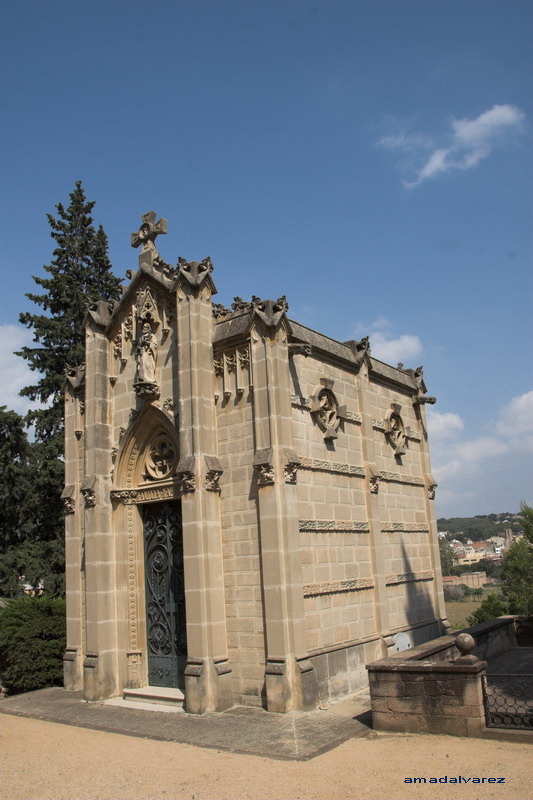
Panteó de la família Fargas, a la Doma